# Jelena Lihovceva
Jelena Aleksandrovna Lihovceva [jeléna aleksándrovna lihóvceva] (rusko Еле́на Алекса́ндровна Ли́ховцева), ruska tenisačica, * 8. september 1975, Almati (tedaj Alma-Ata), Kazahstan.